# Karin Horninger
Karin Horninger (* 18. Juni 1971 in München) ist eine ehemalige deutsche Volleyballspielerin.

## Karriere
Karin Horninger spielte Ende der 1980er Jahre Volleyball in der Zweiten Bundesliga beim Nachwuchsteam von Bayern Lohhof. 1991 wechselte sie zum Bundesligisten TSG Tübingen und später zu CJD Feuerbach. Nach dessen Rückzug 1996 wechselte die Mittelblockerin zum Ligakonkurrenten Bayer Leverkusen. Mit der deutschen Nationalmannschaft nahm Karin Horninger 1996 an den Olympischen Spielen in Atlanta teil und belegte dort Platz acht.